# إد أوستين
إد أوستين (بالإنجليزية: Ed Austin)‏ هو محامي وسياسي أمريكي، ولد في 15 يوليو 1926 في الولايات المتحدة، وتوفي في 23 أبريل 2011 في جاكسونفيل في الولايات المتحدة. حزبياً، نشط في الحزب الديمقراطي والحزب الجمهوري. وقد انتخب عمدة جاكسونفيل.